# بروس هاليداي
بروس هاليداي هو سياسي كندي، ولد في 18 يونيو 1926 في وودستوك في كندا، وتوفي في 2011 في كندا. حزبياً، نشط في الحزب الكندي التقدمي المحافظ. وقد انتخب عضو مجلس العموم الكندي.